# Бланко Хиль, Борха
Борха Бланко Хиль (исп. Borja Blanco Gil; 16 ноября 1984, Мадрид, Испания), более известный как просто Борха — испанский игрок в мини-футбол. Нападающий клуба «Каха Сеговия» и сборной Испании по мини-футболу.

## Биография
В Почётном Дивизионе Борха дебютировал за «Мостолес». В 2008 году он подписал контракт с испанским грандом «Интер Мовистар». Вскоре он выиграл в его составе Кубок УЕФА по мини-футболу сезона 2008/09. Летом 2011 года Борха перебрался в другой испанский клуб «Каха Сеговия».
Борха дважды становился чемпионом Европы в составе сборной Испании. Также он становился серебряным призёром чемпионата мира 2008.

## Достижения
- Серебряный призёр чемпионата мира по мини-футболу 2008
- Чемпион Европы по мини-футболу (2): 2007, 2010
- Кубок УЕФА по мини-футболу 2008/09
- Кубок Испании по мини-футболу 2009
- Суперкубок Испании по мини-футболу 2009